# 서울의 지붕 밑 (드라마)
서울의 지붕 밑은 한국방송공사 주말연속극이다.

## 제작진
- 극본 : 김강윤
- 연출 : 장형일

## 출연진
- 김진해
- 남일우
- 박병호
- 박주아
- 서승현
- 염복순
- 오현경

## 참고사항
- 매주 토,일 저녁 19시 10분에 방송되었다.[1]
- KBS 2TV의 채널은 1981년 3월 7일부터 1982년 1월 24일까지 1차 광고방송(상업광고방송)을 실시를 했지만 2차는 광고방송(상업광고방송)을 1982년 1월 25일에도 실시를 했다.[2]